# Helen Hayes Theater
L'Helen Hayes Theatre, noto semplicemente come Hayes Theatre e, precedentemente, come Little Theatre, è un teatro di Broadway sito nel quartiere di Midtown Manhattan a New York.

## Storia
il teatro, progettato da Harry Creighton Ingalls per Winthrop Ames, fu aperto al pubblico il 12 marzo 1912 con il nome di Little Theatre a causa della sua capienza ridotta (300 posti). Negli anni venti Herbert J. Krapp curò le ristrutturazioni del teatro, che ne migliorarono l'acustica e aumentarono di quasi trecento posti la capienza del Little Theatre. Nel 1931 il teatro fu venduto al New York Times, che lo convertì in una sala conferenze.
Dal 1957 al 1964 il teatro fu occupato dalla CBS, che lo adibì a studio televisivo, mentre nel 1964 il teatro tornò alla sua funzione originale con il dramma Premio Pulitzer La signora amava le rose. Nel 1983 il teatro fu ribattezzato in onore di Helen Hayes, la "primadonna del teatro americano", dal momento che un il teatro precedentemente intitolato a lei era stato abbattuto nel 1982.
Nel corso della sua storia secolare, le scene dell'Hayes Theatre sono state calcate da note star internazionali, tra cui Henry Fonda, Chris Evans, Michael Cera, Armie Hammer, Cheyenne Jackson, Tovah Feldshuh, Alec Baldwin, Harvey Fierstein, Jesse Williams, Lynn Redgrave, Mandy Patinkin e Martin Sheen.